# No quieren
No quieren es una obra de Francisco de Goya y Lucientes (1746-1828), es la estampa número nueve de 82, de la serie Los desastres de la Guerra. La serie, es un encargo del General Palafox que tenía como objetivo ilustrar la victoria de la independencia de España sobre el imperialismo Napoleónico.

## Temática
No quieren tiene como tema principal la violación, mostrándola como uno de los conflictos que sufren las mujeres en la guerra.

## Descripción
La escena principal consta de un hombre, que porta el uniforme de la milicia francesa, abrazando de forma violenta a una mujer, a la que se ve de espaldas, mientras ella se resiste y araña la cara del hombre con la mano derecha.
A espaldas del hombre se encuentra otra mujer caminando hacia el soldado empuñando un puñal con su mano derecha.

## Obras con temáticas dentro de la serie
- Las mujeres dan valor (no. 4)
- Que valor! (no. 7)
- Ni por esas (no. 11)
- Amarga presencia (no. 13)
- Ya no hay tiempo (no. 19)
- Fuerte cosa es (no.31)[5]

## Exposiciones de las que ha formado parte la obra
- Goya. Drawings, Etchings and Lithographs
- Goya and his times
- De grafiek van Goya
- Goya. Das Zeitalter der Revolucionen. Kunst um 1800 (1789 – 1830)
- Goya y el espíritu de la Ilustración
- Francisco de Goya
- Goya. Sein leben im spiegel der graphik.
- Francisco Goya. Capricci, follie e disastri della guerra
- Goya. La imagen de la mujer
- Goya. Opera gráfica
- Goya luces y sombras
- Goya et la modernité
- Goya: Order and disorder
- Goya, grabador
- Goya engravings and lithographs, vol. I y II.
- Vie et ouvre de Francisco de Goya
- Goya y el espíritu de la Ilustración
- Catálogo de las estampas de Goya en la Biblioteca Nacional
- Ministerio de Educación y Cultura, Biblioteca Nacional
- Goya. Los desastres de la guerra, l[5]